# غابة الحب
غابة الحب (باليابانية: 愛なき森で叫べ) فيلم جريمة واثارة من إخراج سيون سونو. الفيلم مستوحى من جرائم قتل حدثت في كيوشو اواخر التسعينات وبداية الالفية ارتكبها القاتل المتسلسل فوتوشي ماتسوناغا. عرض الفيلم عام 2019 على منصة نتفليكس. نسخة مطولة من سبع حلقات صدرت تحت عنوان «غابة الحب: جروح عميقة».

## روابط خارجية
- غابة الحب على موقع IMDb (الإنجليزية)
- غابة الحب على موقع روتن توميتوز (الإنجليزية)
- غابة الحب على موقع نتفليكس (الإنجليزية)
- غابة الحب على موقع قاعدة بيانات الفيلم (الإنجليزية)
- غابة الحب على موقع ليتربوكسد (الإنجليزية)